# Eva María Martínez
Eva María Martínez Morales (Barcelona, 11 de diciembre de 1976) es una política española, alcaldesa de Vallirana diputada en el Parlamento de Cataluña en la XI Legislatura autonómica de Cataluña.

## Biografía
Es licenciada en Ciencias Políticas y de la Administración por la Universidad Autónoma de Barcelona y máster en gestión pública por ESADE, la Universidad Autónoma de Barcelona y la Universidad Pompeu Fabra. Ha trabajado como jefe de proyectos y analista de producto en empresas de software implantando proyectos de modernización administrativa a entidades locales.
Se afilió al PSC-PSOE en 2003, del que ha sido miembro de la ejecutiva de la Federación del Bajo Llobregat. Fue elegida regidora del ayuntamiento de Vallirana en las elecciones municipales españolas de 2003 y 2007. También fue miembro del Consejo Comarcal del Bajo Llobregat. En las elecciones municipales españolas de 2011 fue escogida alcaldesa de Vallirana, cargo que revalidó en las elecciones de 2015. A la vez fue escogida diputada en las elecciones en el Parlamento de Cataluña de 2015.
Fue de nuevo reelegida como Alcaldesa de Vallirana en las elecciones municipales de 2019 y en julio de 2019 fue escogida como Presidenta del Consell Comarcal del Baix LLobregat, donde ostenta entre otras responsabilidades la presidencia del Parc Argrari del Baix LLobregat, el consorci de Turisme o el consorci de la Colónia Güell.